# Mikayil Faye
Mikayil Ngor Faye (Senegal, 14 de julio de 2004), más conocido como Mika Faye, es un futbolista senegalés que juega como defensa en el Stade Rennais F. C. de la Ligue 1. 

## Trayectoria
Es canterano de la Academia Diambars F. C. en Senegal igual que Bamba Dieng. Además de central, también es capaz de jugar de lateral izquierdo, y estuvo vinculado al Olympique de Marsella, y al Stade de Reims, y entrenó con el G. N. K. Dinamo Zagreb. Sin embargo, se unió al NK Kustošija en febrero de 2023.
Debutó con el NK Kustošija en la Segunda Liga de Croacia el 8 de marzo de 2023 contra el HNK Orijent 1919. Marcó su primer gol en liga el 22 de mayo de 2023 contra el N. K. Hrvatski Dragovoljac.
El 19 de junio de 2023 fichó por el F. C. Barcelona por cuatro temporadas, inicialmente para jugar en el filial. Cumplió una de ellas y en agosto de 2024 fue traspasado al Stade Rennais F. C. a cambio de 10.3 millones de euros y un 30 % de una futura venta, además de poseer una opción de recompra de 25 millones.

## Selección nacional
Llegó a los octavos de final de la Copa Mundial de Fútbol Sub-17 de 2019 con Senegal sub-17. Más tarde fue convocado por Youssouph Dabo a la selección nacional de fútbol sub-20 de Senegal para las eliminatorias de la CAN U20, aunque no participó en ningún partido.
El 22 de marzo de 2024 hizo su debut con la selección absoluta en un amistoso ante Gabón en el que también marcó su primer gol como internacional.

## Vida personal
Según los informes, ha sido apodado 'El Monstruo'.

## Estadísticas

### Clubes
Actualizado al último partido disputado el 8 de diciembre de 2024.
| Club                             | Div.          | Temporada     | Liga  | Liga  | Copas nacionales | Copas nacionales | Copas internacionales | Copas internacionales | Total | Total |
| Club                             | Div.          | Temporada     | Part. | Goles | Part.            | Goles            | Part.                 | Goles                 | Part. | Goles |
| -------------------------------- | ------------- | ------------- | ----- | ----- | ---------------- | ---------------- | --------------------- | --------------------- | ----- | ----- |
| NK Kustošija · Croacia           | 2.ª           | 2022-23       | 13    | 1     | 1                | 0                | ―                     | ―                     | 14    | 1     |
| NK Kustošija · Croacia           | Total club    | Total club    | 13    | 1     | 1                | 0                | 0                     | 0                     | 14    | 1     |
| F. C. Barcelona Atlètic · España | 1.ª           | 2023-24       | 35    | 4     | ―                | ―                | ―                     | ―                     | 35    | 4     |
| F. C. Barcelona Atlètic · España | Total club    | Total club    | 35    | 4     | 0                | 0                | 0                     | 0                     | 35    | 4     |
| Stade Rennes F. C. Francia       | 1.ª           | 2024-25       | 8     | 0     | 0                | 0                | —                     | —                     | 8     | 0     |
| Stade Rennes F. C. Francia       | Total club    | Total club    | 8     | 0     | 0                | 0                | 0                     | 0                     | 8     | 0     |
| Total carrera                    | Total carrera | Total carrera | 56    | 5     | 1                | 0                | 0                     | 0                     | 57    | 5     |